# Naoki Hommachi
Naoki Hommachi (født 31. juli 1968) er en tidligere japansk fodboldspiller.
Han har spillet for flere forskellige klubber i sin karriere, herunder JEF United Ichihara og Montedio Yamagata.